# Georges Verriest
Georges Verriest (Roubaix,  1909. július 15. – Seclin, 1985. július 11.) francia válogatott labdarúgó.